# Cherry Smith
Cherry Smith (também chamado Cherry Green) (Kingston, 22 de agosto de 1943 – Miami, 24 de setembro de 2008) foi "vocal de apoio" da banda  The Wailers que incluíam Bob Marley, Bunny Wailer, Peter Tosh e Beverley Kelso  entre 1963-1966.